# Олівер Волкотт
Олівер Волкотт-старший (англ. Oliver Wolcott Sr., 20 листопада 1726 — 1 грудня 1797) — американський політик, батько-засновник Сполучених Штатів. Підписант Декларації незалежності Сполучених Штатів і Статей Конфедерації як представник Коннектикуту та дев'ятнадцятого губернатора Коннектикуту. Волкотт був генерал-майором ополчення Коннектикуту під час війни за незалежність під керівництвом Джорджа Вашингтона.

## Життєпис
Волкотт народився у Віндзорі, штат Коннектикут, він був наймолодшим з 10 дітей в родині колоніального губернатора Роджера Волкотта і Сари Дрейк Волкотт. Мав старшого Ераста Волкотта. Навчався в Єльському коледжі, який закінчив у 1747 році як кращий учений у своєму класі. Після закінчення навчання губернатор Нью-Йорка Джордж Клінтон надав Волкотту звання капітана для створення роти ополчення для участі у французько-індіанських війнах (Війна короля Георга (1744–1748)).